# Fekete fügelégy
A fekete fügelégy (Silba adipata) a fejlett szárnyas rovarok (Endopterygota) közé sorolt kétszárnyúak (Diptera) rendjében a homlokréses legyek (Schizophora) alrendágába sorolt szuronyoslégyfélék (Lonchaeidae) családjának egyik faja. Angol nevét (Black fig fly) gyakran BFF-nnk rövidítik.

## Származása, elterjedése
A Földközi-tenger térségéből és a Közel-Keletről származik.
- Afrikában: Egyiptom,, Tunézia;
- Ázsia: Izrael, Szíria, Törökország;
- Európa: Spanyolország, Olaszország.

Agresszívan terjeszkedő, invazív faj:
- Dél-Afrikában az ezredforduló táján jelent meg.
- Valószínűleg már Németországba és Ausztriába is betelepült
- Az ezredforduló után tűnt fel:
  - Szlovéniában,
  - Magyarországon (2024-ben),
  - Máltán,
  - Kaliforniában,[1]
  - Mexikóban.[2]

## Megjelenése, felépítése
Az imágó 3,5–4,5 mm hosszú, feketén csillogó légy.

## Életmódja, élőhelye
Lárváinak egyetlen tápnövénye a közönséges füge (Ficus carica). Az imágók a füge váladékát, a fügefa nedvét és esetleg más növények virágait is szívogatják; egyaránt szeretik a túlérett fügék édes és az éretlen füge tejszerű, latexes nedvét. Évente 4–6 nemzedéke fejlődhet ki, így az első és a második terméshullámot is megtámadja — Törökországban az imágók májustól novemberig aktívak. Az utolsó nemzedék bábjai a talajban telelnek át.

### Szaporodása
A nőstény a füge serlegnyílásánál található pikkelyek alá rakja le petecsoportjait. Leginkább az éretlen, árnyékolt helyzetű (például levél takarásában növő) gyümölcsöket kedveli. Kora reggel és késő délután a legaktívabb, nagy melegben hajlandósága alábbhagy. A kikelő lárvák berágják magukat a füge bőre alá. Az így károsított füge gyakran (bár nem mindig) lehullik. A kifejlett lárvák körülbelül 1 mm átmérőjű lyukakat rágnak a gyümölcs héjába, és a talajban bábozódnak be.

## Gazdasági jelentősége
Mezőgazdasági kártevő, amely főleg a fügét károsítja. A belülről károsított fügék emberi fogyasztásra alkalmatlanná válnak.